# Max Fritzsche (Bühnenbildner)

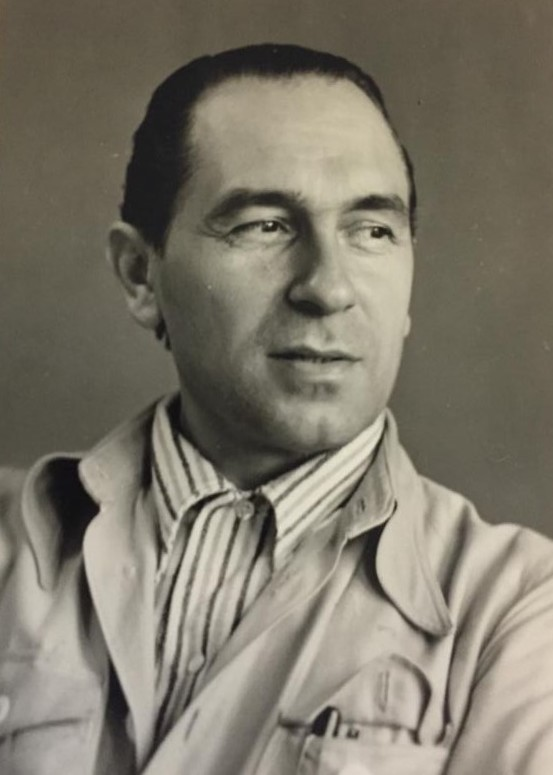
Max Fritzsche in 1952

Max Fritzsche (* 19. Juli 1906 in Karlsruhe; † 21. Oktober 1999 in Bochum) war ein deutscher Bühnenbildner, Kostümbildner und Regisseur.

## Leben
Max Fritzsche absolvierte das Studium für Bühnenbild an der Düsseldorfer Kunstakademie unter Walter von Wecus. Von 1929 bis 1933 war er als Bühnenbildner in Münster tätig, von 1933 bis 1934 auch in Stettin. Von 1934 bis 1947 wirkte Max Fritzsche in Darmstadt, wo er den „Darmstädter Stil“ mit einem bereits hohen Abstraktionsgrad prägte. Hier kam es 1937 zu einer ersten Zusammenarbeit mit dem Regisseur Hans Schalla. Es folgten Engagements in Stuttgart (1947–1950) und  Kiel (1950–1954), hier war er in den Jahren 1953 und 1954 auch stellvertretender Intendant.
1954 holte ihn der Intendant des Schauspielhauses Bochum, Hans Schalla, ins Ruhrgebiet. Am Schauspielhaus Bochum war Fritzsche von 1954 bis 1977 Ausstattungschef und stellvertretender Intendant. Er entwickelte mit Schalla den charakteristischen „Bochumer Stil“ für eine verknappte, nachexpressionistische Spielweise: weite, zeichenhafte Räume, Podien und Schrägen, leuchtende Farben, analytische Klarheit, konsequent antinaturalistisch, nie bloßes Dekor oder pure Ortsbestimmung.
Als eminent dramaturgisch denkender Theatermann antizipierten oder interpretierten seine Entwürfe die Regiearbeit, deren Stil sie optisch begründeten: Sie machten den Sinn sinnlich und gaben der Inszenierung eine geistige Dimension. „Ich habe versucht, den Geist des Stückes zu erfassen und bildnerisch wiederzugeben.“
Ab dem Jahr 1961 führte Max Fritzsche auch Regie in Bochum, u. a. bei der deutschen Erstaufführung von Montherlants „Der Kardinal von Spanien“, Shakespeares „König Lear“, Strindbergs „Totentanz“, Schillers „Wilhelm Tell“ und Genets „Balkon“. 1967 inszenierte er in Köln Goethes „Faust I“.
1977 erfolgte die letzte Ausstattung Fritzsches für die Uraufführung von Gaston Salvatores „Freibrief“. Max Fritzsche galt als maßstabsetzender Bühnenbildner der 1940er- und 1950er-Jahre.

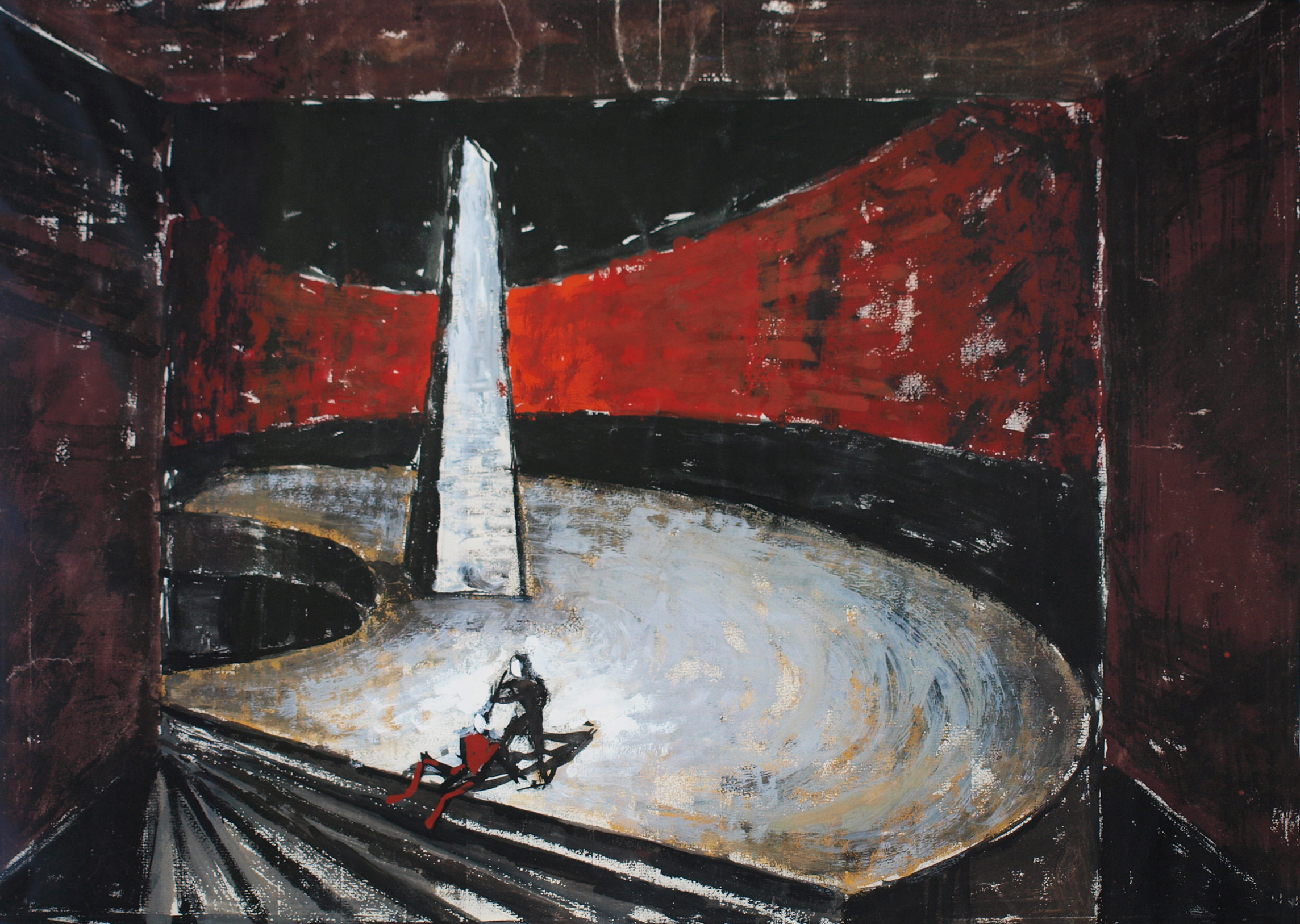
Schauspielhaus Bochum, Shakespeare, Antonius und Kleopatra, Inszenierung Schalla – Fritzsche, 1954